# La Maison France 5
 (juillet 2016).
La Maison France 5 (jusqu'au 8 septembre 2010 Question Maison) est un magazine télévisé français consacré à la décoration et à l'aménagement intérieur diffusé le vendredi à 20h50 depuis le 18 janvier 2003 et rediffusé le samedi à 11h15 sur France 5. De 2010 à 2015, l'émission était diffusée le mercredi soir. Les émissions antérieures à 2010 étaient également rediffusées sur Maison+.
L'émission permet généralement à France 5 d'être leader de la TNT. Cependant, France Télévisions annonce l'arrêt de l'émission pour décembre 2020 pour des raisons économiques. France 5 propose toutefois des rediffusions le samedi à 16h05 prévues jusqu'en juin 2021,.

## Premières émissions
Les premières émissions étaient présentée par Francis Blaise et Béatrice Benoit-Gonin. Le concept était alors orienté vers l'art et la création. Concept totalement bouleversé par la suite pour revenir sur des conseils bricolage et d'aménagement plus conventionnels, le tout avec un nouveau présentateur Stéphane Thebaut.

## Principe
Lors de ses premiers numéros en 2003, l'émission est présentée depuis divers endroits par Francis Blaise et Béatrice Benoit-Gonin. À la suite de son changement de concept qui prend forme quelques mois plus tard, l'émission est présentée depuis la maison d'un particulier par Stéphane Thebaut, généralement accompagné par l'architecte ou le propriétaire.
Pendant la visite de la maison, des reportages sont diffusés sur les thèmes de l'information et de la décoration pour l'habitat. Ils sont commentés par Valérie Guerlain en voix off de 2007 à 2010, puis par Vanessa Bettane.
Jusqu'en septembre 2010 durant les 10 dernières minutes, la rubrique « SOS Maison » permet à un téléspectateur de se voir reconfigurer ou réaménager une pièce intérieure avec laquelle il a un problème, après sélection de son dossier par l'équipe de l'émission. Ces réaménagements sont réalisés pas un architecte DPLG (la plupart du temps Philippe Demougeot) ou un architecte d'intérieur.
À partir de septembre 2010 l'émission change de formule et propose cinq rubriques : « Inspirer », « Choisir », « Décrypter », « Rêver » et « Changer ».
La rubrique « Changer » est similaire à l'ancienne rubrique « SOS Maison » mais elle ne fait plus appel à Philippe Demougeot. Deux nouvelles architectes, Gaëlle Cuisy et Karine Martin, présentent désormais deux solutions concurrentes, dont l'une est choisie par le propriétaire. Elles sont ponctuellement remplacées par Stéphane Millet, architecte d'intérieur.
Du 5 février 2014 à juillet 2017, l'émission était rallongée de 15 minutes, passant ainsi de 45 à 60 minutes.
Du 8 septembre 2017, jusqu'au dernier épisode du 12 décembre 2020, l'émission est rallongée de 30 minutes, passant ainsi de 60 à 90 minutes ; France Télévisions annonce l'arrêt de l'émission en décembre 2020 pour des raisons économiques[réf. nécessaire].
Le concept de l'émission ainsi que son présentateur emblématique seront cependant repris par C8 sous le nom "M comme maison".

## Identité visuelle (logo)

Logo du 18 janvier 2003 à 2006.
Logo de 2006 à septembre 2010.
Logo de septembre 2010 à septembre 2015.